# Glen Wesley
Pour les articles homonymes, voir Wesley.
 (décembre 2020).
Si vous disposez d'ouvrages ou d'articles de référence ou si vous connaissez des sites web de qualité traitant du thème abordé ici, merci de compléter l'article en donnant les références utiles à sa vérifiabilité et en les liant à la section « Notes et références ».
Glen Wesley (né le 20 octobre 1968 à Red Deer dans l'Alberta au Canada) est un joueur professionnel de hockey sur glace. Il a été champion de la Coupe Stanley en 2006 avec les Hurricanes de la Caroline de la Ligue nationale de hockey.

## Carrière en club
Il commence sa carrière en jouant dans la ligue junior de la Ligue de hockey de l'Ouest en 1983 avec les Winterhawks de Portland et en 1987, il participe au repêchage d'entrée dans la Ligue nationale de hockey.
Il est choisi en tant que troisième joueur du repêchage par les Bruins de Boston et débute immédiatement sa carrière dans la LNH. Pour son premier match, le 8 octobre 1987, il réalise une passe décisive pour la victoire 4-3 de son équipe. À l'issue de la saison, il aide son équipe à atteindre la finale de la Coupe Stanley mais ils sont éliminés par les Oilers d'Edmonton.
Il rejoint les Whalers de Hartford le 26 août 1994, en retour des trois prochains premiers choix de repêchages des Whalers : Kyle McLaren en 1995, Johnathan Aitken (1996) et Sergei Samsonov (1997). Le 1er octobre 1999, alors que les Whalers se nomment désormais les Hurricanes de la Caroline, il devient l'assistant de Ron Francis en tant qu'assistant-capitaine, en compagnie de Gary Roberts.
Il atteint une nouvelle fois la finale de la Coupe Stanley en 2002 mais encore une fois son équipe est éliminée, cette fois-ci par les Red Wings de Détroit. Au cours de la saison suivante, il rejoint juste avant la date de fin des transferts, l'équipe des Maple Leafs de Toronto afin de tenter de décrocher une Coupe Stanley. Sa nouvelle équipe est éliminée en sept matchs au premier tour par les Flyers de Philadelphie.
Il retourne avec les Hurricanes au cours de l'été suivant, en tant qu'agent libre et en 2006, il aide son équipe à faire une nouvelle fois le chemin complet jusqu'à la finale de la Coupe Stanley. Près de dix ans après, il retrouve en finale les Oilers mais cette fois-ci, Wesley va pouvoir soulever la Coupe Stanley après sept rencontres. Il aura attendu 13 saisons et un total de 1 311 matchs avant d'avoir cet honneur.
Il annonça sa retraite au terme de la saison 2007-2008. Il occupera un poste au sein de la direction des Hurricanes.

### Trophées et honneurs personnels
Ligue de hockey de l'Ouest
- Trophée Bill Hunter Memorial remis au meilleur défenseur de la conférence Ouest en 1986 et 1987

Ligue nationale de hockey
- Sélectionné en 1987 par les Bruins de Boston - 3e choix, première ronde
- Membre de l'équipe type des recrues de la saison 1988-1987
- Sélectionné pour jouer le 40e Match des étoiles en 1988
- Champion de la Coupe Stanley en 2006 avec les Hurricanes de la Caroline

## Statistiques
Pour les significations des abréviations, voir Statistiques du hockey sur glace.
| Saison     | Équipe                    | Ligue      |       | Saison régulière | Saison régulière | Saison régulière | Saison régulière | Saison régulière |    | Séries éliminatoires | Séries éliminatoires | Séries éliminatoires | Séries éliminatoires | Séries éliminatoires |
| Saison     | Équipe                    | Ligue      | PJ    | B                | A                | Pts              | Pun              | PJ               | B  | A                    | Pts                  | Pun                  |                      |                      |
| 1983-1984  | Winterhawks de Portland   | LHOu       | 3     | 1                | 2                | 3                | 0                |                  |    |                      |                      |                      |                      |                      |
| 1984-1985  | Winterhawks de Portland   | LHOu       | 67    | 16               | 52               | 68               | 76               | 6                | 1  | 6                    | 7                    | 8                    |                      |                      |
| 1985-1986  | Winterhawks de Portland   | LHOu       | 69    | 16               | 75               | 91               | 96               | 15               | 3  | 11                   | 14                   | 29                   |                      |                      |
| 1986-1987  | Winterhawks de Portland   | LHOu       | 63    | 16               | 46               | 62               | 72               | 20               | 8  | 18                   | 26                   | 27                   |                      |                      |
| 1987-1988  | Bruins de Boston          | LNH        | 79    | 7                | 30               | 37               | 69               | 23               | 6  | 8                    | 14                   | 22                   |                      |                      |
| 1988-1989  | Bruins de Boston          | LNH        | 77    | 19               | 35               | 54               | 61               | 10               | 0  | 2                    | 2                    | 4                    |                      |                      |
| 1989-1990  | Bruins de Boston          | LNH        | 78    | 9                | 27               | 36               | 48               | 21               | 2  | 6                    | 8                    | 36                   |                      |                      |
| 1990-1991  | Bruins de Boston          | LNH        | 80    | 11               | 32               | 43               | 78               | 19               | 2  | 9                    | 11                   | 19                   |                      |                      |
| 1991-1992  | Bruins de Boston          | LNH        | 78    | 9                | 37               | 46               | 54               | 15               | 2  | 4                    | 6                    | 16                   |                      |                      |
| 1992-1993  | Bruins de Boston          | LNH        | 64    | 8                | 25               | 33               | 47               | 4                | 0  | 0                    | 0                    | 0                    |                      |                      |
| 1993-1994  | Bruins de Boston          | LNH        | 81    | 14               | 44               | 58               | 64               | 13               | 3  | 3                    | 6                    | 12                   |                      |                      |
| 1994-1995  | Whalers de Hartford       | LNH        | 48    | 2                | 14               | 16               | 50               |                  |    |                      |                      |                      |                      |                      |
| 1995-1996  | Whalers de Hartford       | LNH        | 68    | 8                | 16               | 24               | 88               |                  |    |                      |                      |                      |                      |                      |
| 1996-1997  | Whalers de Hartford       | LNH        | 68    | 6                | 26               | 32               | 40               |                  |    |                      |                      |                      |                      |                      |
| 1997-1998  | Hurricanes de la Caroline | LNH        | 82    | 6                | 19               | 25               | 36               |                  |    |                      |                      |                      |                      |                      |
| 1998-1999  | Hurricanes de la Caroline | LNH        | 74    | 7                | 17               | 24               | 44               | 6                | 0  | 1                    | 1                    | 2                    |                      |                      |
| 1999-2000  | Hurricanes de la Caroline | LNH        | 78    | 7                | 15               | 22               | 38               |                  |    |                      |                      |                      |                      |                      |
| 2000-2001  | Hurricanes de la Caroline | LNH        | 71    | 5                | 16               | 21               | 42               | 6                | 0  | 0                    | 0                    | 0                    |                      |                      |
| 2001-2002  | Hurricanes de la Caroline | LNH        | 77    | 5                | 13               | 18               | 56               | 22               | 0  | 2                    | 2                    | 12                   |                      |                      |
| 2002-2003  | Hurricanes de la Caroline | LNH        | 63    | 1                | 7                | 8                | 40               |                  |    |                      |                      |                      |                      |                      |
| 2002-2003  | Maple Leafs de Toronto    | LNH        | 7     | 0                | 3                | 3                | 4                | 5                | 0  | 1                    | 1                    | 2                    |                      |                      |
| 2003-2004  | Hurricanes de la Caroline | LNH        | 74    | 0                | 6                | 6                | 32               |                  |    |                      |                      |                      |                      |                      |
|            |                           |            |       |                  |                  |                  |                  |                  |    |                      |                      |                      |                      |                      |
| 2005-2006  | Hurricanes de la Caroline | LNH        | 64    | 2                | 8                | 10               | 46               | 25               | 0  | 2                    | 2                    | 16                   |                      |                      |
| 2006-2007  | Hurricanes de la Caroline | LNH        | 68    | 1                | 12               | 13               | 56               |                  |    |                      |                      |                      |                      |                      |
| 2007-2008  | Hurricanes de la Caroline | LNH        | 78    | 1                | 7                | 8                | 52               |                  |    |                      |                      |                      |                      |                      |
| Totaux LNH | Totaux LNH                | Totaux LNH | 1 457 | 128              | 409              | 537              | 1 045            | 169              | 15 | 38                   | 53                   | 141                  |                      |                      |

## Carrière internationale
Il représente le Canada lors du championnat du monde junior de 1987. Une bagarre générale éclata entre les représentants du Canada et de l'Union soviétique, ce qui eût  pour conséquence l'élimination des deux équipes pour une deuxième année consécutive.

## Famille
Son frère Blake a joué en Ligue nationale de hockey entre 1979 et 1986 pour les Flyers de Philadelphie, les Whalers de Hartford, les Nordiques de Québec et les Maple Leafs de Toronto.